# 小人國大歷險
《小人國大歷險》（英語：Gulliver's Travels）是一部2010年上映的美國奇幻電影。故事取材自英國知名奇幻小說及諷刺文學《格列佛遊記》之中的「小人國遊記」與部份「大人國遊記」的故事。时代改为现代，格列佛因进入百慕达三角而误入小人国的世界，另外“不敢去之岛”是大人国的地方。

## 故事大綱
報社收發室職員格列佛（傑克·布萊克飾）在一次出海工作中碰著風暴而流落小人國，成為當地的俘虜，但憑著他的機智，不但與小人國建立良好關係，更成為當地的大英雄。

## 外部連結
- 互联网电影数据库（IMDb）上《Gulliver's Travels》的资料（英文）
- AllMovie上《Gulliver's Travels》的资料（英文）
- Box Office Mojo上《Gulliver's Travels》的資料（英文）
- 爛番茄上《Gulliver's Travels》的資料（英文）
- Metacritic上《Gulliver's Travels》的資料（英文）